# كيم نايدزينافيسيوس
كيم نايدزينافيسيوس (بالألمانية: Kim Naidzinavicius) مواليد 6 أبريل 1991 في غيلنهاوزن، ألمانيا، هي لاعبة كرة يد ألمانية تلعب كوسط مدافع. مثلت منتخب ألمانيا لكرة اليد للسيدات.

## سجل المنافسة
شاركت في البطولات التالية:
- بطولة العالم لكرة اليد للسيدات 2013
- بطولة العالم لكرة اليد للسيدات 2015
- بطولة أوروبا لكرة اليد للسيدات 2012
- بطولة أوروبا لكرة اليد للسيدات 2014
- بطولة أوروبا لكرة اليد للسيدات 2016

## روابط خارجية
- كيم نايدزينافيسيوس على موقع الاتحاد الأوروبي لكرة اليد (الإنجليزية)